# 七里墩街道
七里墩街道，是中华人民共和国甘肃省天水市秦州区下辖的一个乡镇级行政单位。

## 行政区划
七里墩街道下辖以下地区：
五里铺社区、岷山社区、罗玉一社区、罗玉二社区、海林社区、七里墩社区、东十里社区、长控社区和长开社区。